# جورجي ديمتروف
جورجي جورجييف ديميتروف (بالبلغارية: Георги Георгиeв Димитров)‏ ولد في 14 يناير 1959): لاعب كرة قدم بلغاري سابق حيث كان يلعب في خط الدفاع. لعب ضمن صفوف المنتخب البلغاري 77 مرة، وسجل 6 أهداف. وكان ضمن تشكيلة المنتخب البلغاري في كأس العالم لكرة القدم 1986.

## وصلات خارجية
- جورجي ديمتروف على موقع الاتحاد الدولي (مؤرشف)  (الإنجليزية)
- جورجي ديمتروف على موقع الاتحاد الأوربي (الإنجليزية)
- جورجي ديمتروف على موقع قاعدة بيانات كرة القدم.إي يو (الإنجليزية)
- جورجي ديمتروف على موقع ناشيونال فوتبول تيمز (الإنجليزية)
- جورجي ديمتروف على موقع عالم كرة القدم.نت (الإنجليزية)